# Alison Bechdel
Alison Bechdel (ur. 10 września 1960 r. w Lock Haven, Pensylwania) – amerykańska autorka komiksów. Popularność przyniosły jej stripy komiksowe Dykes To Watch Out For, w 2006 r. opublikowała bestsellerową powieść graficzną, będącą autobiografią autorki, Fun Home. W 2012 r. została wydana jej kolejna powieść graficzna Are You My Mother? (w Polsce wydana w 2014 r. pod tytułem „Jesteś moją matką?”).

## Życiorys
Alison Bechdel urodziła się w Lock Haven, Pensylwania w katolickiej rodzinie nauczycielskiej. Jej rodzice posiadali dom pogrzebowy. W 1981 roku ukończyła Oberlin College i przeniosła się do Nowego Jorku. Uczęszczała do wielu szkół artystycznych, ale w końcu zrezygnowała i zaczęła pracę w przemyśle wydawniczym.
W lutym 2004 roku, Bechdel zalegalizowała swój związek z Amy Rubin, swoją wieloletnią partnerką. Wydarzenie to miało miejsce w San Francisco, gdy miasto to zdecydowało się uznawać związki homoseksualne. Bechdel i Rubin podjęły decyzję o separacji w 2006 roku.
Brat Bechdel John Bechdel gra na keybordzie, pracował dla wielu zespołów, m.in.: Ministry.

## Fun Home
W 2006, Bechdel wydała Fun Home, autobiograficzny „tragikomiks”, który chronologicznie opowiada o jej dzieciństwie przed i po śmierci ojca. Fun Home przyciągnął uwagę mediów i czytelników o wiele bardziej niż wcześniejsze prace Bechdel. Rewelacyjne recenzje można było przeczytać w: Entertainment Weekly, People, The New York Times. Fun Home przez dwa tygodnie był na szczycie listy bestsellerów New York Timesa w kategorii non-fiction.
Fun Home został ogłoszony książką roku lub jedną z najlepszych książek wydanych w 2006 przez wiele ważnych pism i mediów, w tym The New York Times, amazon.com, londyński The Times, Publishers Weekly, salon.com, New York Magazine i Entertainment Weekly.
Time umieścił komiks na pierwszym miejscu swojej listy, a krytyk Richard LeCayo opisał Fun Home jako „największy literacki sukces 2006 roku”.
Fun Home był finalistą wielu nagród.

## Przyszłość
Bechdel pracuje nad kolejną powieścią graficzną, roboczo zatytułowaną Love Life: A Case Study (Miłość życia, studium przypadku).

## Twórczość
Stripy komiksowe
- Dykes to Watch Out For Firebrand Books, 1986
- More Dykes to Watch Out For Firebrand Books, 1988
- New, Improved! Dykes to Watch Out For Firebrand Books, 1990
- Dykes to Watch Out For: The Sequel Firebrand Books, 1992
- Spawn of Dykes to Watch Out For Firebrand Books, 1993
- Unnatural Dykes to Watch Out For Firebrand Books, 1995
- Split-Level Dykes to Watch Out For Firebrand Books, 1998
- Hot, Throbbing Dykes to Watch Out For Firebrand Books, 1997
- The Indelible Alison Bechdel: Confessions, Comix, and Miscellaneous Dykes to Watch Out For Firebrand Books, 1998
- Post-Dykes to Watch Out For Firebrand Books, 2000
- Dykes and Sundry Other Carbon-Based Life-Forms to Watch Out For Alyson Publications, 2003
- Invasion of the Dykes to Watch Out For Alyson Publications, 2005

Powieści graficzne
- Fun Home: A Family Tragicomic, Houghton Mifflin, 2006
- Are You My Mother? A Comic Drama, Houghton Miffin Harcourt, 2012

Pojedyncze publikacje
- „Oppressed Minority Cartoonist” i „The Party” w Juicy Mother red. Jennifer Camper, Soft Skull Press, 2005
- „A Perfect Match” w Juicy Mother 2: How They Met, red. Jennifer Camper, Manic D Press, 2007